# 理论物理与统计模型实验室
理论物理与统计模型实验室（法語：Laboratoire de Physique Théorique et Modèles Statistiques）是法国国家科学研究中心和巴黎-萨克雷大学联合研究部门，位于法国奥赛。目前约有50名研究人员。实验室旨在建模、定性理解和定量描述物理和相关学科（数学，计算机科学，生物学或社会科学）各个领域中出现的复杂现象。

## 历任实验室主任
- Emmanuel Trizac（2012年-2021年）
- Alberto Rosso（2022年-）